# Cazzie Russell
Cazzie Lee Russell (nascut el 7 de juny de 1944 a Chicago, Illinois) és un exjugador i exentrenador de bàsquet nord-americà que va militar durant 12 temporades a l'NBA. Fou el número u del draft de l'NBA del 1966. Jugava indistintament de base i d'aler, i feia 1,96 m d'alçada

## Trajectòria esportiva

### Universitat
Russell va jugar amb els Wolverines de la Universitat de Michigan, equip al qual va portar a 3 títols consecutius de la Big Ten Conference, entre 1964 i 1966, i en dues ocasions a la Final Four. En la seva temporada sènior va fer una mitjana de 30,8 punts per partit, i fou nomenat Jugador Universitari de l'Any. La seva samarreta amb el número 33 va ser retirada per Michigan com a homenatge.

### Professional
Va ser triat com a número 1 del Draft de l'NBA del 1966 pels New York Knicks, i en la seva primera temporada va ser inclòs en el millor quintet de rookies, després de fer una mitjana de 11,3 punts i 3,3 rebots per partit. Va jugar a Nova York durant 5 temporades, formant part del mític equip dels Knicks que va guanyar el Campionat de l'NBA als Lakers per 4 a 3 el 1970.
El 1971 va ser traspassat als Golden State Warriors, equip amb el qual va completar la millor temporada de la seva carrera només arribar, fent una mitjana de 21,4 punts i 5,4 rebots, la qual cosa li va valer ser triat per jugar l'All-Star Game aquella temporada. Després de tres temporades amb els Warriors, va fitxar pels Lakers, on va estar tres anys més, mantenint unes bones estadístiques. El 1977 va fitxar pels Chicago Bulls, on jugaria la seva última temporada com a professional.
En 12 anys de carrera va fer una mitjana de 15,1 punts i 3,8 rebots per partit.

## Estadístiques de la seva carrera a l'NBA
| † | Denota temporada en la qual Russell va guanyar un campionat de l'NBA |

### Temporada regular
| Any      | Equip        | PJ  | PT | MPP  | %TC  | %3 | %TL   | RPP | APP | ROB | TPP | PPP  |
| -------- | ------------ | --- | -- | ---- | ---- | -- | ----- | --- | --- | --- | --- | ---- |
| 1966-67  | New York     | 77  | –  | 22.0 | .436 | –  | .785  | 3.3 | 2.4 | –   | –   | 11.3 |
| 1967-68  | New York     | 82  | –  | 28.0 | .462 | –  | .808  | 4.6 | 2.4 | –   | –   | 16.9 |
| 1968-69  | New York     | 50  | –  | 32.9 | .450 | –  | .796  | 4.2 | 2.3 | –   | –   | 18.3 |
| 1969-70† | New York     | 78  | –  | 20.0 | .498 | –  | .775  | 3.0 | 1.7 | –   | –   | 11.5 |
| 1970-71  | New York     | 57  | –  | 18.5 | .429 | –  | .773  | 3.4 | 1.4 | –   | –   | 9.2  |
| 1971-72  | Golden State | 79  | –  | 36.7 | .455 | –  | .833  | 5.4 | 3.1 | –   | –   | 21.4 |
| 1972-73  | Golden State | 80  | –  | 30.4 | .458 | –  | .864  | 4.4 | 2.3 | –   | –   | 15.7 |
| 1973-74  | Golden State | 82  | –  | 31.4 | .482 | –  | .835  | 4.3 | 2.3 | .7  | .2  | 20.5 |
| 1974-75  | L.A. Lakers  | 40  | –  | 26.4 | .455 | –  | .894  | 2.9 | 2.7 | .7  | .1  | 15.7 |
| 1975-76  | L.A. Lakers  | 74  | –  | 22.0 | .463 | –  | .892  | 2.5 | 1.6 | .7  | .0  | 11.8 |
| 1976-77  | L.A. Lakers  | 82  | –  | 31.5 | .490 | –  | .858  | 3.6 | 2.6 | 1.0 | .1  | 16.4 |
| 1977-78  | Chicago      | 36  | –  | 21.9 | .438 | –  | .860  | 2.3 | 1.7 | .5  | .1  | 8.8  |
| Total    | Total        | 817 | –  | 27.2 | .464 | –  | .827  | 3.8 | 2.4 | .8  | .1  | 15.1 |
| All-Star | All-Star     | 1   | 0  | 20.0 | .308 | –  | 1.000 | 1.0 | .0  | –   | –   | 10.0 |

### Playoffs
| Any   | Equip        | PJ | PT | MPP  | %TC  | %3 | %TL   | RPP | APP | ROB | TPP | PPP  |
| ----- | ------------ | -- | -- | ---- | ---- | -- | ----- | --- | --- | --- | --- | ---- |
| 1967  | New York     | 4  | –  | 22.3 | .394 | –  | .769  | 4.8 | 2.8 | –   | –   | 15.5 |
| 1968  | New York     | 6  | –  | 34.8 | .561 | –  | .833  | 3.8 | 1.7 | –   | –   | 21.7 |
| 1969  | New York     | 5  | –  | 7.2  | .238 | –  | 1.000 | 1.0 | .2  | –   | –   | 2.4  |
| 1970† | New York     | 19 | –  | 16.1 | .485 | –  | .947  | 2.5 | .8  | –   | –   | 9.4  |
| 1971  | New York     | 11 | –  | 10.9 | .391 | –  | 1.000 | 2.0 | .7  | –   | –   | 5.6  |
| 1972  | Golden State | 5  | –  | 32.2 | .492 | –  | .750  | 4.4 | 1.8 | –   | –   | 14.2 |
| 1973  | Golden State | 11 | –  | 23.9 | .490 | –  | .864  | 3.3 | 1.5 | –   | –   | 14.8 |
| 1977  | L.A. Lakers  | 11 | –  | 34.7 | .414 | –  | .880  | 4.4 | 2.3 | 1.5 | .1  | 15.8 |
| Total | Total        | 72 | –  | 21.8 | .460 | –  | .870  | 3.1 | 1.3 | 1.5 | .1  | 11.8 |